# Xerochlamys
Xerochlamys é um género botânico pertencente à família Sarcolaenaceae.

## Espécies
O género Xerochlamys inclui 16 espécies descritas, das quais cinco se encontram aceites:
- Xerochlamys bojeriana (Baill.) Baker
- Xerochlamys diospyroidea Baker
- Xerochlamys elliptica F.Gérard
- Xerochlamys tampoketsensis F.Gérard
- Xerochlamys villosa F.Gérard